# Maria Disslowa
Maria Disslowa (ur. 1870, zm. 1936) – polska publicystka, pedagog, wieloletnia dyrektorka Szkoły Gospodarstwa Domowego we Lwowie. Autorka książek kucharskich w latach 30., m.in. Jak gotować: Praktyczny podręcznik kucharstwa, wydanej w Poznaniu, opatrzonej komentarzem dietetyczki Marii Morzkowskiej z aprobatą Instytutu Gospodarstwa Domowego w Warszawie.